# Храми Ялтинського району
| Назва                                                 | Розташування                              | Короткі відомості | Зображення |
| ----------------------------------------------------- | ----------------------------------------- | --- | ---------- |
| Собор Святого Благовірного Князя Олександра Невського | Ялта, вул. Садова, 2                      | Головний православний собор Ялти, одна з визначних архітектурних пам'яток міста. Збудовано на честь російського імператора Олександра II, який загинув від рук народовольців. Освячення собору відбулося 4 грудня 1902 року в присутності імператора Миколи II, його сім'ї та свити. |            |
| Храм Святителя Миколи Мірлікійського                  | Кучюк-Озен (Малоріченське)                | Єдина церква-маяк на території України, найвища церква на території АР Крим. |            |
| Храм Феодора Стратилата у Фуні                        | Демірджі (Лучисте)                        | Середньовічний православний храм у складі комплексу фортеці Фуна. |            |
| Церква святого Федора в Алушті                        | Алушта                                    | Православний храм в Алушті в Криму. |            |
| Храм Святого Апостола Євангеліста Іоанна Богослова    | Краснокам'янка                            | |            |
| Каплиця Різдва Христового                             | траса Ялта—Сімферополь (зупинка «Гурзуф») | |            |
| Вірменська апостольна церква                          | Ялта                                      | Будівля церкви була зведена в 1909—1914 роках за проєктом архітектора Р. Тер-Мікелова. Споруда нагадує древній храм Ріпсиме (VII—XII ст.) в Ечміадзіні. Кошти на споруду величної будівлі виділив бакинський нафтопромисловець Погос Тер-Гукасян, церква була побудована на згадку про дочку, що рано пішла з життя, вона похована в родинній усипальні в основі храму. Пізніше тут були поховані і двоє синів Гукасяна. Збереглася легенда про те, що одні з них загинув при невідомих обставинах, інший нібито наклав на себе руки, програвши значну суму в карти. |            |
| Церква Преображення Господнього                       | Нікітський ботанічний сад                 | |            |
| Церква Святого Миколи Чудотворця                      | Масандра, вул. Дражинського               | |            |
| Храм Святого Іоана Златоуста                          | Ялта, вул. Толстого, 10                   | Церква в центрі Ялти, розташована на Полікурівському пагорбі. Побудована в 1832—1837 роках за особистим клопотанням генерал-губернатора Новоросійського краю графа М. С. Воронцова за державний рахунок як соборний храм майбутнього міста. На церемонії відкриття храму був присутній російський імператор Микола І і його дружина Олександра Федорівна. Зразу після цього слідував високий указ про надання Ялті статусу міста. |            |
| Каплиця Святителя Миколи                              | Ялта, Морвокзал                           | |            |
| Церква Святого Великомученика Федора Тирона           | Ялта, Аутка                               | |            |
| Хрестовоздвиженська церква                            | Лівадія, Палацовий копмлекс               | Церква примикає до Великого Палацу з південно-західної сторони. Була перебудована (під керівництвом Монігетті) з костьолу сім'ї Потоцьких в 1864 році. Через перебудову вівтар розміщено з південного боку, а не на схід, як це прийнято в православ'ї. Церкву створено у візантійському стилі, взірцем послугувала церква монастиря Осіос-Лукас (X вік) в Лівадії (Беотія, Греція). |            |
| Храм Покрова Пресвятої Богородиці                     | Ореанда                                   | Церква у Лівадії, побудована за замовленням Великого князя Костянтина Миколайовича Романова у 1885 році. Пам'ятка національного значення. Виконана у грузинсько-візантійському стилі за проектом академіка архітектури А. А. Авдєєва. Храм прикрашений мозаїками італійця Антоніо Сальвіаті. У будівництві брали участь князь Г. Г. Гагарін, колишній Віце-президент Імператорської Академії мистецтв у Санкт-Петербурзі, академіки Д. І. Грімм, М. В. Васильєв. |            |
| Церква Святої Ніни                                    | Гаспра                                    | |            |
| Храм Архангела Михайла                                | Алупка                                    | |            |
| Храм Святого Великомученика і Цілителя Пантелеймона   | Алупка, дитячий санаторій ім. Боброва     | |            |
| Храм Святого Благовірного Князя Олександра Невського  | Алупка                                    | |            |
| Церква Воскресіння Христового                         | Форос                                     | Пам'ятник архітектури 19 століття. Знаходиться над селищем, на відвісній Червоній скелі (400 метрів над рівнем моря). Побудована коштами чайного магната О. Г. Кузнєцова, на честь спасіння імператора Олександра ІІІ і його сім'ї при аварії потягу в 1888 році. Освячення храму відбулося в 1892 році. |            |
| Храм Успіння Божої Матері                             | Гурзуф                                    | |            |
| Храм Воскресіння Христового                           | Ялта, вул. Щербакова, 6                   | |            |
| Храм Покрови Божої Матері                             | Сімеїз                                    | |            |
| Римо-католицький костел Пресвятої Богородиці          | Ялта, вул. Пушкінська, 25                 | |            |